# Even diep ademhalen
Even diep ademhalen is een bundel sciencefictionverhalen van Arthur C. Clarke. De originele titel luidt The other side of the sky. Het werd in Nederland in 1978 als herdruk uitgegeven door A.W. Bruna Uitgevers en hun Bruna SF-serie. Clarke schreef de verhalen in de periode 1945 tot en met 1957.
Bruna SF vergat bij deze heruitgave de originele titels te vermelden, maar de vertaling liep een op een met het origineel.
Clarke voorzag het boekwerk van een voor- en nawoord. De andere zijde van de hemel is een verzameling verhalen met als centraal thema In en om een ruimteschip. Sprong naar de maan is eveneens een verzameling verhalen met dit keer als thema de ruimterace tussen de Verenigde Staten, Sovjet-Unie en Verenigd Koninkrijk. 
De verhalen hebben een humoristische ondertoon. Drie voorbeelden: 
- Gevederde vriend gaat over een aan boord van een ruimteschip gesmokkeld huisdier: de kanarie Claribel. Het houden van huisdieren in de ruimte is eigenlijk niet toegestaan maar blijkt hier handig. De kanarie raakt enkele malen buiten bewustzijn; een teken dat de luchtkwaliteit af en toe onvoldoende is als gevolg van een haperende circulatiepomp, een oude mijnwerkerstruc.
- A question of residence gaat over inkomstenbelasting. Een ruimtereis wordt verlengd omdat de astronauten dan geen inkomstenbelasting hoeven te betalen over inkomsten verdiend tijdens verblijf in de ruimte;
- Mijn grote liefde gaat over een astronaut op zoek naar wezens van menselijke afkomst in het heelal. Hij vliegt al jaren voort als hij opeens een groetende vrouwenstem hoort, waarop hij op slag verliefd wordt. Als hij de vrouw behorend bij de stem ziet, blijkt dat zij inderdaad menselijk is, maar hij komt qua hoogte niet verder dan haar knieën.

| Bladzijde | Titel                                                   | Originele titel                                  |
| --------- | ------------------------------------------------------- | ------------------------------------------------ |
| 7         | De negen miljard namen van God                          | The nine billion names of God                    |
| 17        | De samenzwering                                         | Refugee                                          |
| 34        | De andere zijde van de hemel: Per expresse              | The other side of the sky: Special delivery      |
|           | De andere zijde van de hemel: Gevederde vriend          | The other side of the sky: Feathered friends     |
|           | De andere zijde van de hemel: Even diep ademhalen!      | The other side of the sky:Take a deep breath     |
|           | De andere zijde van de hemel: De vrijheid van ruimte    | The other side of the sky:Freedom of space       |
|           | De andere zijde van de hemel: In het voorbijgaan        | The other side of the sky:Passer-by              |
|           | De andere zijde van de hemel: De roep der sterren       | The other side of the sky: The call of the stars |
| 62        | De muur der duisternis                                  | The wall of darkness                             |
| 87        | De heren van de FBI                                     | Security check                                   |
| 94        | Dood van een kater                                      | No morning after                                 |
| 103       | Sprong naar de maan: Valse start                        | Venture to the moon: The starting line           |
|           | Sprong naar de maan: Robin Hood (FRS)                   | Venture to the moon: Robin Hood, F.R.S.          |
|           | Sprong naar de maan: Groene vingers                     | Venture to the moon: Green fingers               |
|           | Sprong naar de maan: Op grond van geestelijke wreedheid | Venture to the moon: All that glitters           |
|           | Sprong naar de maan: Bier… uit principe                 | Venture to the moon:Watch this space             |
|           | Sprong naar de maan:; Een kwestie van domicilie         | Venture to the moon: A question of residence     |
| 139       | Publiciteitsstunt                                       | Publicity campaign                               |
| 145       | Alle tijd van de wereld                                 | All the time in the world                        |
| 161       | Mijn grote liefde                                       | Cosmic Casanova                                  |
| 171       | De ster                                                 | The star                                         |
| 180       | Uit de zon                                              | Out of the sun                                   |
| 190       | De mens kwam … en ging                                  | Transience                                       |
| 198       | De verre Aarde                                          | The songs of distant earth                       |